# Maria Crescentia Höss
Maria Crescentia Höss (Höß), TOR, (1682–1744) foi uma freira contemplativa da Ordem Terceira Regular de São Francisco. Em 1900, ela foi beatificada pelo Papa Leão XIII e canonizada em 2001 pelo Papa João Paulo II.

## Vida anterior
Anna Höss nasceu em 20 de outubro de 1682 em Kaufbeuren, na Baviera, Alemanha, filha de Matthias Höss e sua esposa, Lucia Hoermann, a sexta de seus oito filhos. Apenas três das crianças sobreviveram à idade adulta.
Tornou-se tecelã, mas sua maior ambição era ingressar no convento local dos franciscanos terciários em Kaufbeuren, que ocupava o antigo Meierhof da cidade, em cuja capela rezava com frequência. Como pobre tecelão, entretanto, seu pai não tinha dinheiro suficiente para pagar o dote habitual esperado de um candidato, por isso ela não foi admitida.

## Mosteiros da Ordem Terceira Regular
Ao contrário dos mosteiros das monjas da Segunda Ordem Franciscana, conhecidas como Clarissas, as monjas da Ordem Terceira eram totalmente locais, vivendo sob a autoridade do bispo da diocese onde estavam localizadas. A história da Ordem Terceira de São Francisco - da qual essas mulheres fizeram parte - teve uma gama de modelos organizacionais, em que muitas comunidades de religiosas não abraçaram o enclausuramento, mas consideraram obras ativas de caridade, atendendo aos pobres e doentes, como parte de seu carisma religioso e franciscano. Mosteiros como o de Kaufbeuren foram estabelecidos para buscar a vida puramente contemplativa, geralmente em um ambiente urbano.
A Ordem dos Frades Menores, no entanto, recusou-se a aceitar a supervisão espiritual ou a responsabilidade por aqueles mosteiros que não aceitavam a forma mais rígida de fechamento, como as Clarissas. Assim, as comunidades monásticas de freiras da Ordem Terceira como a de Kaufbeuren, que não tinham a mesma conexão com o público que as irmãs ativas, geralmente dependiam inteiramente do clero local para orientação espiritual e de patronos locais para sua sobrevivência. Muitas vezes foram marcados por sua situação financeira precária.

## Vida no mosteiro
Em 1703, o prefeito de Kaufbeuren, um protestante, prestou um serviço importante ao mosteiro, comprando uma taverna adjacente a ele, que muitas vezes era fonte de perturbação para o silêncio do claustro, e doando o edifício às freiras. Ele recusou a indenização, mas pediu simplesmente que, em troca, Anna fosse aceita como candidata. Como resultado desta intervenção, a madre superiora ( em alemão:  Oberin ) do mosteiro sentiu-se na obrigação de recebê-la, e Anna foi admitida em junho daquele ano. A superiora, porém, ressentiu-se e referiu-se a Anna como uma "parasita", visto que ela não estava contribuindo para a comunidade. No entanto, Anna adquiriu o hábito religioso e assumiu o nome de Maria Crescentia.
As freiras não foram gentis com ela no início, devido à maneira como ela foi admitida. Uma vez vestida como membro da Ordem, Crescentia foi submetida a uma prolongada perseguição por parte do hostil superior e algumas das freiras mais velhas. Eles a tratavam como uma serva, dando-lhe as tarefas mais servis para realizar. Embora Crescentia tenha primeiro recebido uma cela própria, mais tarde foi tirada dela e dada a uma nova noviça que trouxera com ela o dote habitual. Depois disso, ela teve que implorar às outras freiras por um canto de suas celas onde pudesse dormir. Quando ela finalmente conseguiu um lugar próprio novamente, era um cubículo escuro e úmido. No entanto, Crescentia foi autorizada a professar os votos e tornar-se membro pleno da comunidade monástica. Ela foi designada para servir na cozinha e fazer a tecelagem para o mosteiro.
Eventualmente, em 1707, uma nova superiora foi eleita, mais simpática a Crescentia, e ela foi confiada primeiro com o importante cargo de porteira, e em 1717 ela foi nomeada mestre das noviças. Nesta fase da sua vida monástica, Crescentia era uma prolífica escritora de cartas, que deixava muitas cartas a pessoas em várias posições sociais, nas quais lhes dava conselhos e conforto nas suas preocupações.
Embora a essa altura ela já tivesse começado a sofrer de problemas de saúde, até paralisia, em 1741 ela foi eleita superiora do mosteiro, servindo nesse cargo até sua morte em 5 de abril, domingo de Páscoa de 1744.
Durante seu curto mandato nesta posição de liderança da comunidade, Madre Crescentia liderou uma renovação de seu modo de vida. Ela aconselhou confiança ilimitada na Providência Divina, disponibilidade para servir na vida comunitária, amor ao silêncio, devoção a Jesus Crucificado, ao Santíssimo Sacramento e à Mãe Santíssima. Ela encorajou as freiras a recorrer aos Evangelhos para desenvolver sua vida espiritual interior, e se destacou pela seletividade de suas escolhas em relação aos candidatos à comunidade. Ela justificou dizendo: "Deus quer o mosteiro rico em virtudes, não em bens temporais".

## Veneração
O processo de canonização foi iniciado em 1775. A secularização dos mosteiros que ocorreu nas revoltas revolucionárias do final do século XVIII e as políticas anticatólicas do governo alemão durante o Kulturkampf do século XIX impediram a comunidade monástica de prosseguir com o processo.
Finalmente, em 1900, a Madre Crescentia foi beatificada pelo Papa Leão XIII. Ela foi canonizada em 25 de novembro de 2001 pelo Papa João Paulo II, junto com três outros. Seu mosteiro foi então renomeado Mosteiro de Santa Crescentia ( em alemão:  Crescentiakloster ) em sua homenagem.